# Fartøj
Fartøj er oprindeligt en betegnelse for et transportmiddel til søtransport; et skib eller en større båd, som er egnet til brug i rum sø. Fartøj bruges i dag oftere om mindre skibe. 
Fartøj kan også benyttes om andre transportmidler såsom flyvemaskiner (luftfartøj) og om rumfartøjer.